# Tonino Carotone
Antonio de la Cuesta, más conocido por su nombre artístico Tonino Carotone (Burgos, 9 de enero de 1970), es un cantautor español. Su infancia y gran parte de su juventud transcurren en Barañáin y Pamplona (Navarra). Se ha confesado enamorado desde siempre de la música italiana, país al que viajó por primera vez en 1995 con otros insumisos al servicio militar español.
Encontró el éxito en Italia con el tema Me cago en el amor perteneciente al disco Mondo difficile publicado en 2000.
En 2003, vuelve a dar que hablar con su álbum Senza Ritorno. Sucesivamente ha participado, en dos canciones del disco Malacabeza junto a Arpioni (2005). En 2006 publica junto con el escritor Federico Traversa, el libro Il Maestro dell'Ora Brava.
Antes de emprender su carrera como solista, fue parte del grupo Kojón Prieto y los Huajolotes, grupo navarro que fue muy peculiar por sus ritmos folk-ranchero y sus canciones reivindicativas en clave de humor, logrando igualmente un buen número de ventas de discos y actuando en cantidad de conciertos.

## Discografía

### Mondo difficile(Virgin Records España, 2000)
- Me cago en el amor.
- Pecatore.
- Tu vuò fà l'americano.
- La abuela vuela.
- El pozo.
- La festa del racolto.
- Bahía.
- Alas.
- Sé que bebo, sé que fumo.
- Sapore di mare.
- Amar y vivir.
- Acabarás como siempre.
- Foneme.
- El provinciano.

### Senza ritorno(Virgin Records Emi, 2003)
- La Noria.
- La Caravana.
- Storia d´Amore.
- No Funciona.
- Amor Jíbaro.
- Niños de Papá.
- Un Ragazzo di Strada.
- Amor Sin Tregua.
- Sono Tremendo.
- Gerundio.

### Ciao Mortali(El Volcán Música, 2008)
- Il santo.
- Primaverando.
- La cama.
- Pornofútbol.
- Al viento.
- De vuelta por Buenos Aires.
- Hidromiel.
- Atapuerca.
- Vieni con me.
- Frenomotor.
- La parienta.
- Nos volveremos más.

## Imitación de José Mota
En el programa de televisión La noche de José Mota (2013), Paco Collado interpreta a una parodia de Tonino Carotone, llamado Ricardo Boquerone, quien canta su propia versión de Me cago en el amor. El personaje usa las mismas frases que Tonino al principio de dicha canción. Carotone apareció varias veces en el programa.